# Skomer
Skomer (en galés Ynys Sgomer) es una isla de 2,92 km² cerca de la costa sudeste de Gales, una de una cadena de islas que se encuentran a un kilómetro de la costa de Pembrokeshire y están separadas de Gran Bretaña por un estrecho de aguas traicioneras, el Jack Sound. La isla Skomer mide aproximadamente 2,4 km de norte a sur y 3,2 km de este a oeste. 
Hasta 1958 fue habitada permanentemente (durante todo el año), y es conocida por su círculo de piedras, menires y restos de viviendas prehistóricas, así como por su abundante vida silvestre. Skomer es una reserva natural nacional, un sitio de interés científico especial y un área protegida especial. Buena parte de Skomer ha sido designada también como monumento antiguo. Está rodeada por una reserva natural marina. Es manejada por el Wildlife Trust of South and West Wales.

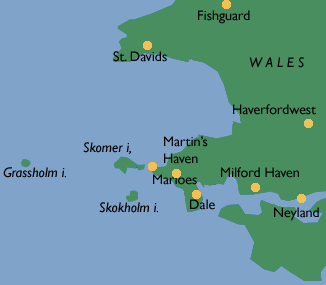
Mapa que muestra la ubicación de la isla Skomer.

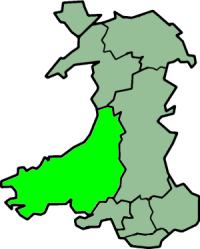
Mapa de Gales con Pembrokeshire resaltado.

## Vida silvestre
Skomer se conoce mayormente por gran la población reproductiva de aves marinas, que incluye a la Pardela Pichoneta, Arao Común, Alca Común, Cormorán Grande, Gaviota Tridátila, Frailecillo Atlántico, Paíño Europeo, Cormorán Moñudo, Ostrero Euroasiático y gaviotas, así como aves de presa incluidas Búho Campestre, Cernícalo Vulgar, Halcón Peregrino. La isla es también el hogar de la foca gris, sapo común, lución, una población reproductiva de luciérnaga europea, y una diversidad de flores silvestres. Existen marsopas comunes en las aguas circundantes.

### Frailecillo atlántico
Existen más de 10 000 parejas reproductoras de "frailecillo atlántico" en las islas Skomer y Skokholm lo que hace de estas las colonias más importantes de esa especie en Gran Bretaña. Estas aves llegan a mediados de abril a anidar en madrigueras, muchas de las cuales han sido excavadas por la gran población de conejos de la isla. Los últimos frailecillos dejan la isla hacia la segunda o tercera semanas de julio. Se alimentan principalmente de pequeños peces y de delgados pececillos Ammodytidae de arena; a menudo los frailecillos se pueden ver con hasta una docena de Ammodytidae pequeños en sus picos. Después de un periodo de declinación en su número entre 1950 y 1970, el tamaño de la colonia está creciendo nuevamente a 1-2 % anual (en 2006).

### Pardela Pichoneta
Con un estimado de 128.000 parejas reproductoras de Pardela Pichoneta, Skomer y su isla 'hermana' Skokholm, son el sitio más importante de reproducción de estas aves en el mundo, este número resulta más de la mitad de población mundial de la especie. Ellas anidan usualmente en madrigueras de conejos, se ha reportado un par que usa la misma madriguera año tras año.
Las pardelas no son fáciles de ver dado que vienen y van durante la oscuridad, pero una cámara de circuito cerrado de televisión en una de las madrigueras permite ver la actividad de anidación subterránea a distancia en pantalla desde Lockley Lodge en el fondeadero de Martin en la isla grande Británica. También se pueden ver los restos de pardelas muertas por el gavión atlántico.
La pardela pichoneta tiene una vida notable. Luego de emplumar las aves jóvenes migran al Atlántico Sur en las afueras de la costa de Brasil. Se quedan allí en el mar por cinco años antes de regresar a reproducirse en su isla natal. En su regreso se orientan con una precisión de unos pocos metros a la madriguera en la cual nacieron. Como son torpes y vulnerables en tierra, dejan su madriguera al amanecer para ir a sus zonas de pesca cincuenta kilómetros mar afuera, sin retornar hasta el anochecer. Así ellas intentan evitar a las gaviotas de quienes serían presa fácil.

### Topillo rojo de Skomer
Skomer tiene un mamífero endémico – el topillo rojo de Skomer (Clethrionomys glareolus skomerensis) – una forma diferenciada del Topillo rojo. La ausencia de predadores terrestres en la isla significa que el hábitat del helechal es un lugar ideal para el campañol –con una población que alcanza unos 20.000 durante los meses de verano. Entonces los búhos campestres residentes pueden verse patrullar las áreas cerca de la casa granjera en el centro de la isla en busca de campañoles par alimentar sus crías.

## Acceso
Los botes navegan a Skomer desde el Martin's Haven en la isla de Gran Bretaña, a 15-20 minutos de viaje cada día excepto los lunes (sin contar los lunes de feriado bancario) desde abril hasta octubre a las 10, 11 y 12. El regreso es entre las 15 y 16 pero el botero avisará en el día. Existen límites en el número de personas que se permiten visitar la isla (corrientemente 250 por día), y largas colas se pueden formar temprano cada mañana. En 2005-2006 hubo un proyecto de renovación de las construcciones de la granja que incluyeron al viejo granero para el albergue mejorado para los visitantes e investigadores pernoctantes, los alojamientos de voluntarios y también la casa del guarda en el Fondeadero Norte fueron reconstruidos. Calentadores solares y generadores solares fotovoltaicos proveen agua caliente y una pequeña cantidad de electricidad para la iluminación. El alojamiento autosuministrado de visitantes está ahora disponible de abril a octubre.

## Galería

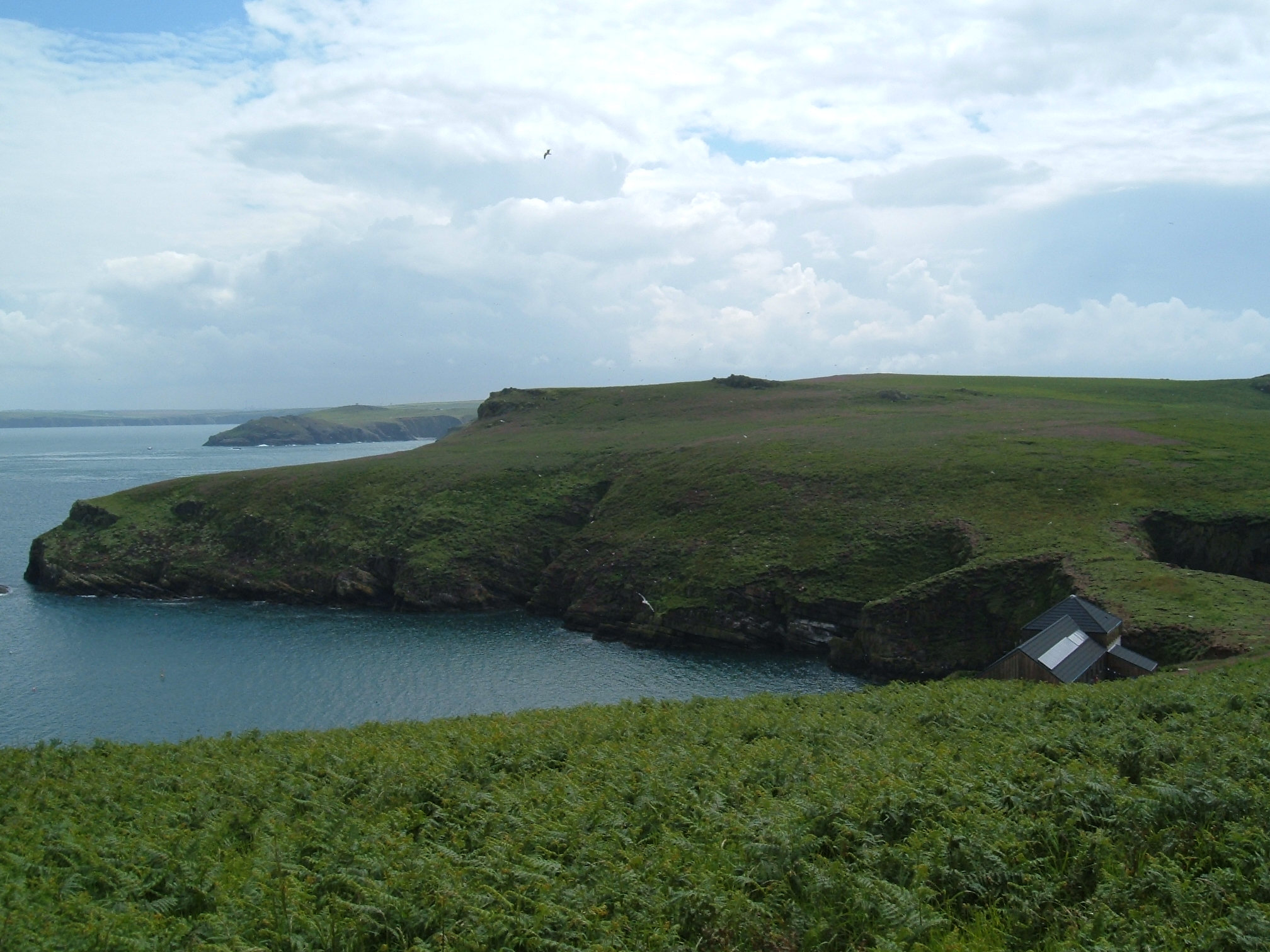
Fondeadero Norte y la cabaña del celador.
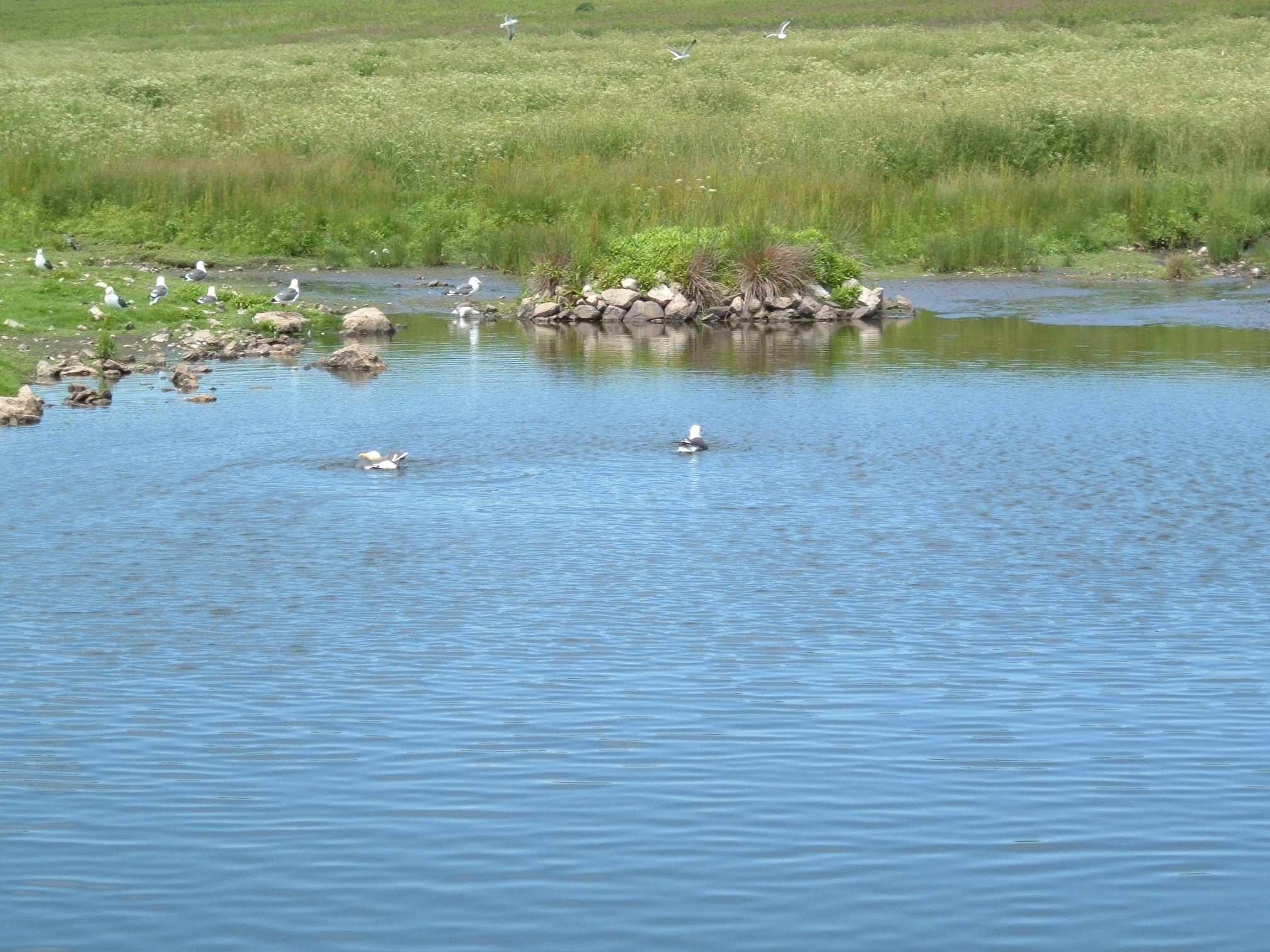
Laguna interior con algunas gaviotas.
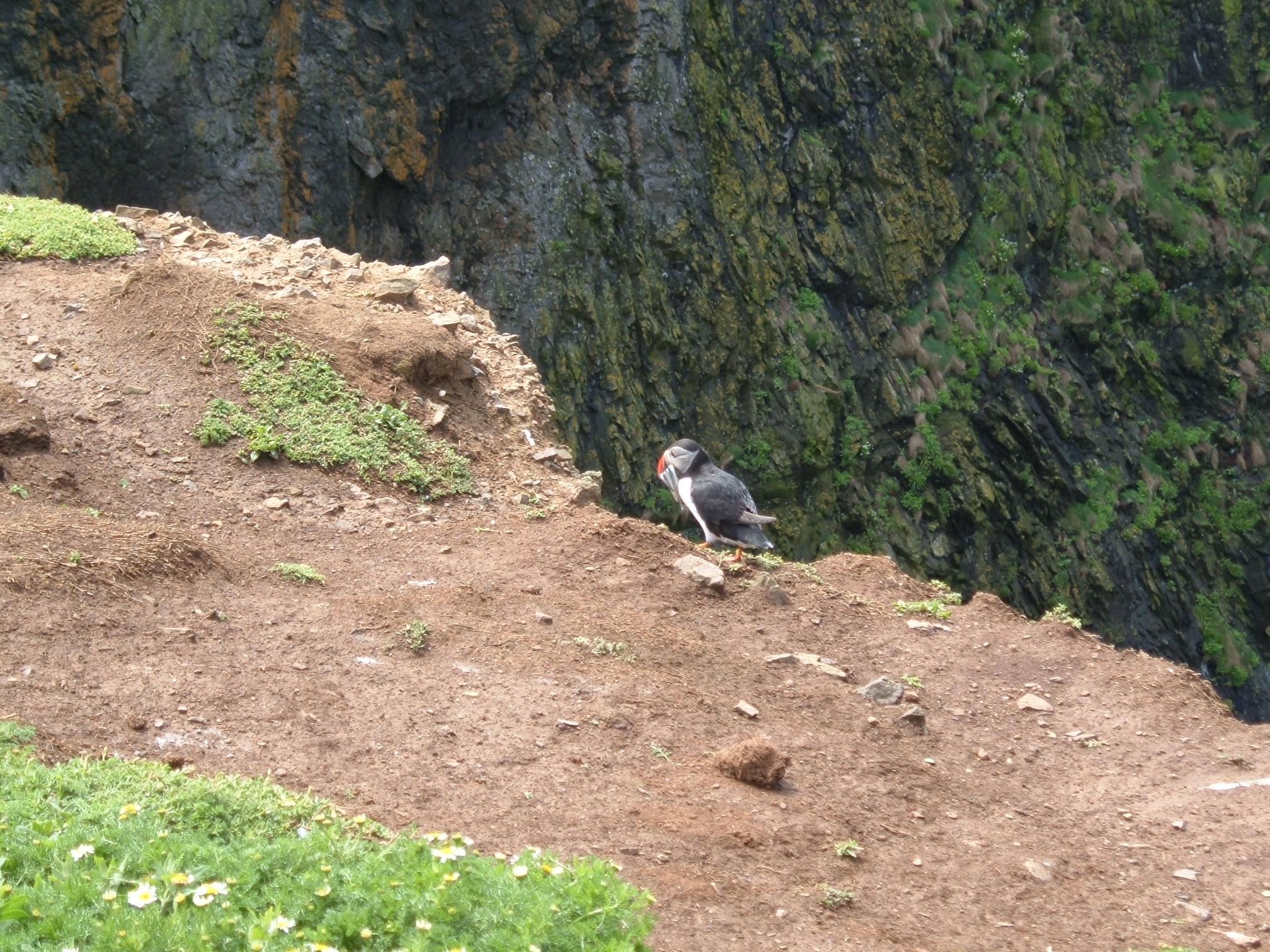
Frailecillo Atlántico en Wick con comida.
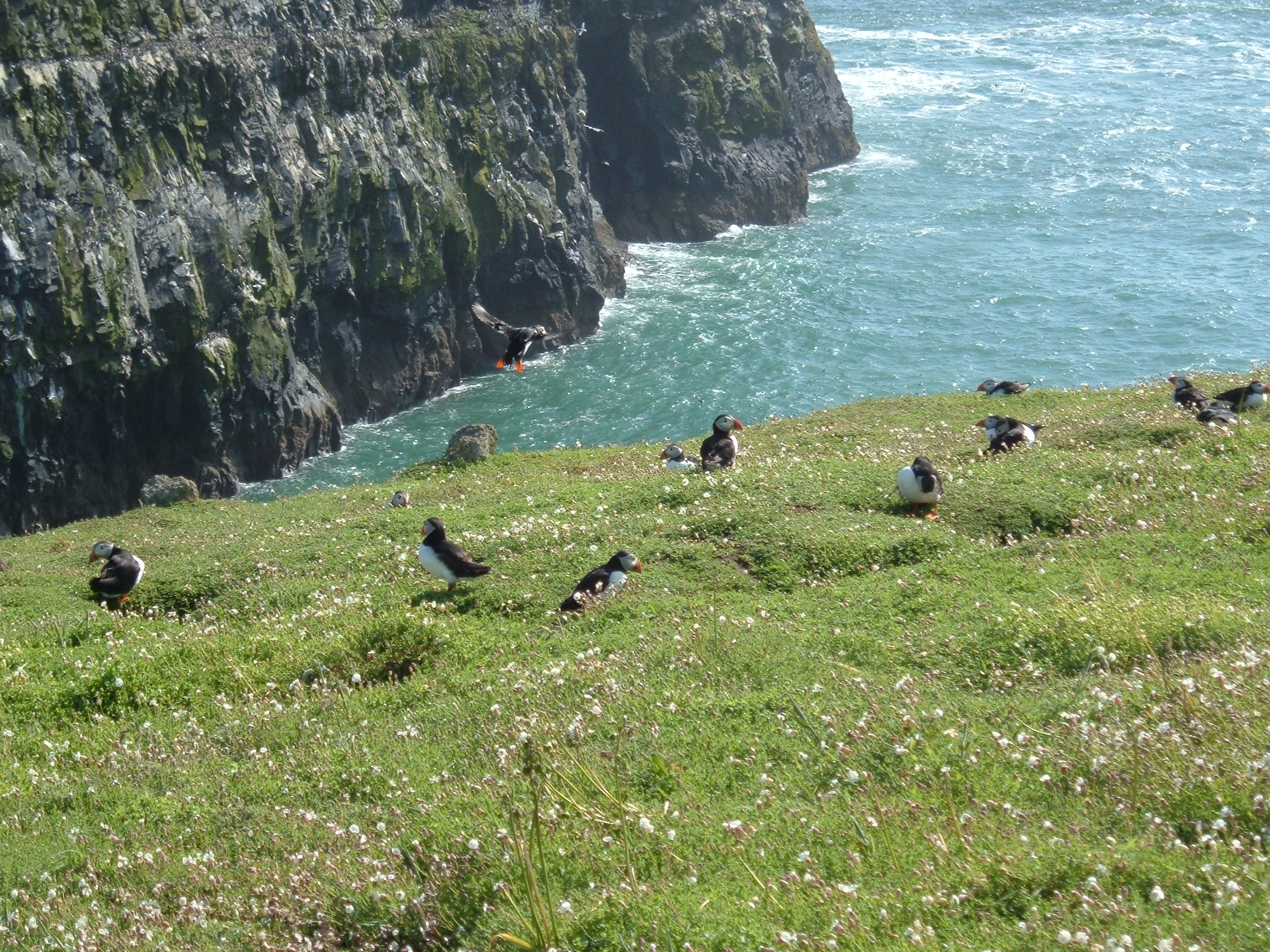
Frailecillos Atlánticos aterrizando en Wick.
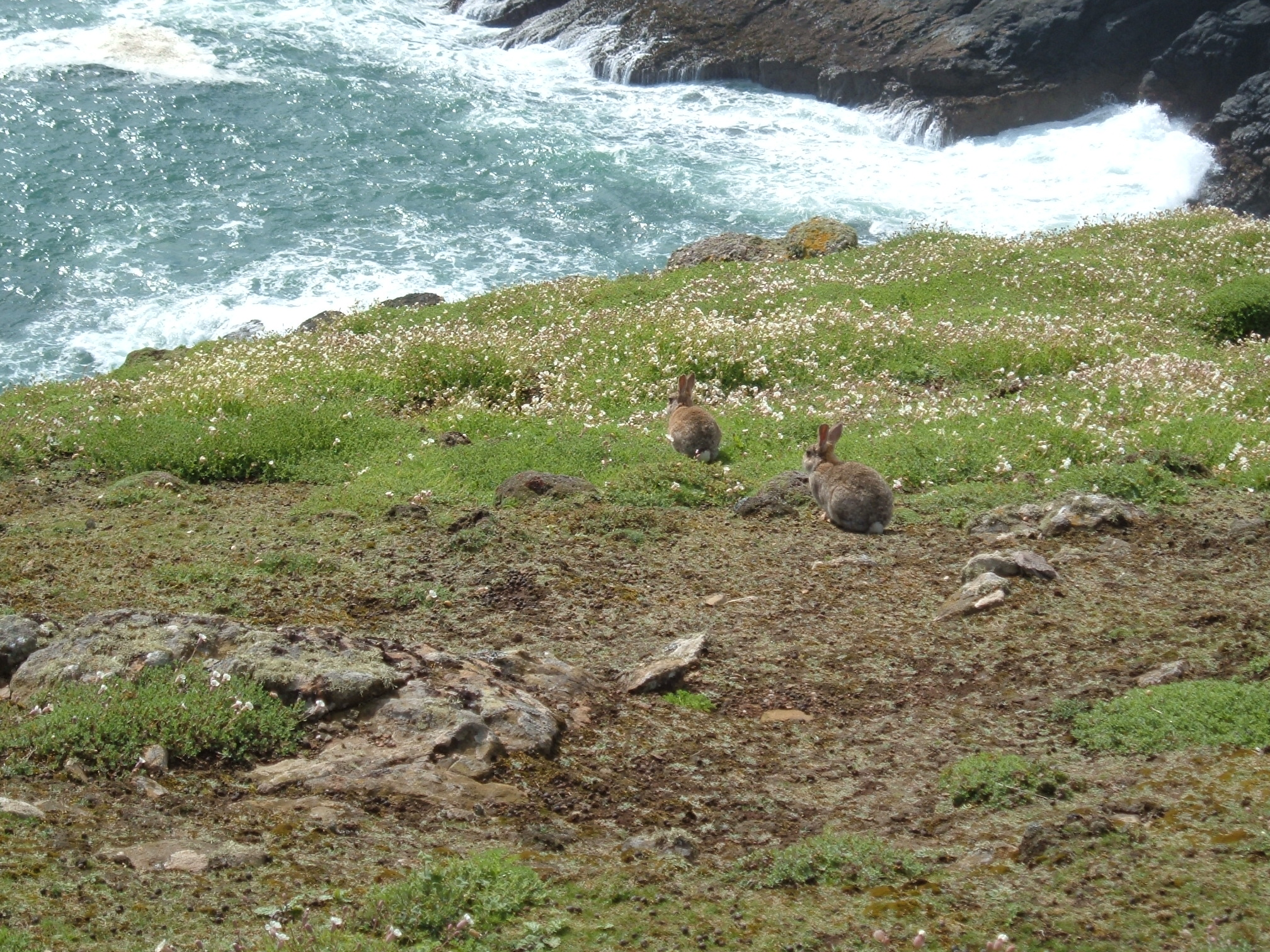
Conejos en costa sur.